# Sankt Peter am Wimberg
Sankt Peter am Wimberg je městys v rakouské spolkové zemi Horní Rakousy, v okrese Rohrbach.
K 1. lednu 2015 zde žilo 1 772 obyvatel.